# Blue (àlbum de Joni Mitchell)
Blue és el quart àlbum d'estudi de la cantautora canadenca Joni Mitchell, publicat el 22 de juny de 1971 per Reprise Records. Totalment escrit i produït per Mitchell, va ser gravat el 1971 als estudis A&M a Hollywood (Califòrnia). Conté algunes de les cançons més conegudes de la cantant, com ara "Carey", "California", "River" o "A case of you" i sovint se l'ha considerat el seu millor àlbum i una de les obres mestres del folk i pop confessional.
De fet, Blue apareix regularment en posicions destacades a les llistes dels millors discos de la història. Per exemple, el 2020 es va col·locar com a tercer a la llista dels "500 millors àlbums de tots els temps" de la revista Rolling Stone. El 2017, l'NPR va escollir-lo com el millor àlbum de tots els temps fet per una dona.

## Història
Poc després de la publicació del seu tercer àlbum, Ladies of the Canyon (abril de 1970), Mitchell va renunciar a actuar en directe, va trencar la seva relació sentimental amb Graham Nash i, ja a l'estiu, va viatjar a l'illa de Creta per viure unes setmanes de forma anònima, amb un grup de hippies. De retorn a Los Angeles, va iniciar una nova relació sentimental amb un altre cantautor, James Taylor, que llavors era addicte a l'heroïna.
Totes aquestes experiències es van reflectir en les noves cançons que va començar a enregistrar l'hivern de 1971 a l'estudi Sunset Sound. El material de les cançons era tan íntim que durant la major part de les sessions tan sols estaven presents l'enginyer Henry Lewy i la mateixa Mitchell, tot i que per alguns temes es van afegir arranjaments instrumentals amb altres músics. "Mai he estat tan indefensa com durant la creació de Blue. Es podria dir que em vaig trencar però que vaig continuar treballant. En el procés de trencar-te hi ha poders que apareixen, clarividència i... tot esdevé transparent", va recordar més tard.

## Recepció i llegat
Blue va esdenir un èxit comercial i de crítica pràcticament instantani, arribant al Top 20 d'àlbums més venuts del Billboard al setembre i també al Top 3 britànic. Un cop publicat l'àlbum, Taylor es va mostrar sorprés per com d'específicament autobiogràfiques eren les llitres de Mitchell, fins i tot per un cantautor com ell mateix. El crític Barney Hoskyns considera que "va ser precisament l'especificitat, els detalls personals de la desesperació de Joni el que van convertir Blue en una pedra de toc de l'època. La gent es va aferrar a l'àlbum com si fos un amic guiant-los a través de la seva pròpia foscor".
Segons la revista especialitzada Mojo, en el seu volum dedicat als 600 àlbums més destacats del segle xx, "Blue oferia autoexaminació, vulnerabilitat i un cinisme mordaç encara força nou per al rock (...). Soledat, dolor i enfatuació eren tan sols tres dels temes d'un àlbum que ha esdevingut un text sagrat d'introspecció nostàlgica i una font de poder gairebé guaridor". Jason Ankeny ha conclós: "Trist, auster i bell, Blue és l'àlbum de cantautor confessional per excel·lència."

## Cançons
Totes les cançons escrites per Joni Mitchell.
Cara A
1. "All I Want" – 3:34
2. "My Old Man" – 3:34
3. "Little Green" – 3:27
4. "Carey" – 3:02
5. "Blue" – 3:05

Cara B
1. "California" – 3:51
2. "This Flight Tonight" – 2:51
3. "River" – 4:04
4. "A Case of You" – 4:22
5. "The Last Time I Saw Richard" – 4:15

## Crèdits
| - Joni Mitchell – producció, dulcimer, guitarra, piano i veu - Henry Lewy – enginyer - Gary Burden – direcció d'art - Tim Considine – fotografia de portada | - James Taylor – guitarra ("All I Want", "California", "Carey", "A Case of You") - Russ Kunkel – bateria ("Carey", "California", "A Case of You") - Stephen Stills – baix i guitarra ("Carey") - Sneaky Pete Kleinow – pedal steel guitar ("California", "This Flight Tonight") |